# Kaniel Dickens
Kaniel Dickens (Denver, Colorado, 21 de juliol de 1978) és un exjugador de bàsquet nord-americà. Mesura 1,98 metres i jugava en la posició d'aler.

## Carrera esportiva
Va ser triat en la segona ronda del Draft de l'NBA del 2000 en el lloc 50, per Utah Jazz. Després de no trobar lloc a l'NBA decideix anar-se'n a jugar a l'Ural Great de Rússia, i d'aquí l'equip d'exhibició dels Harlem Globetrotters. A l'any següent és triat en la vuitena posició del draft de l'NBA D-League per Fayetteville Patriots, on juga fins a novembre de 2001. Juga en diferents equips nord-americans fins a arribar el 2003 als Portland Trail Blazers de l'NBA. A començaments de 2004 canvia per un equip de la CBA, i en el mes de març del mateix any fa el salt a Europa per jugar al Joventut de Badalona. Al juliol torna als Estats Units, on anirà alternant equips d'NBA, CBA i NBDL. També jugà a la lliga ucraïnesa, la italiana i la francesa. Es va retirar com a jugador dels Southland Sharks de Nova Zelanda.